# Peter T. Washburn

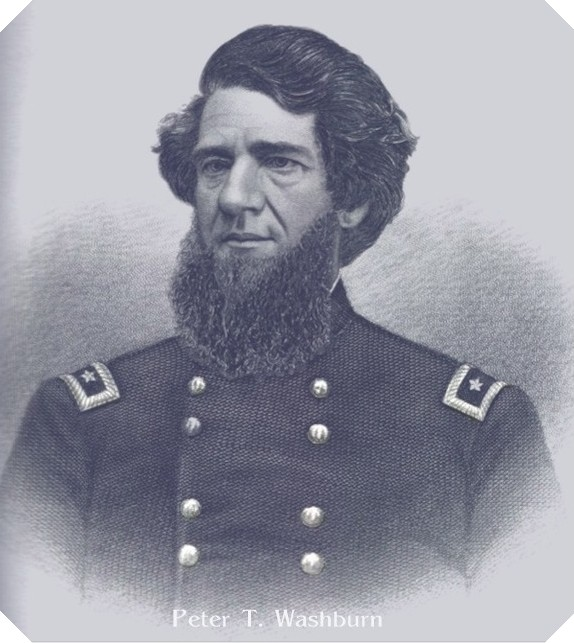
Peter T. Washburn

Peter Thacher Washburn (* 7. September 1814 in Lynn, Massachusetts; † 7. Februar 1870 in Woodstock, Vermont) war ein US-amerikanischer Politiker und von 1869 bis 1870 Gouverneur des Bundesstaates Vermont.

## Frühe Jahre
Peter Washburn besuchte bis 1835 das Dartmouth College. Nach einem anschließenden Jurastudium wurde er im Jahr 1838 als Rechtsanwalt zugelassen. Danach begann er zunächst in Ludlow und ab 1844 in Woodstock in seinem neuen Beruf zu arbeiten. Zwischen 1844 und 1852 war er als Protokollist (Reporter of Decisions) am Vermont Supreme Court angestellt.

## Politischer Aufstieg
Zwischen 1853 und 1854 war Washburn Abgeordneter im Repräsentantenhaus von Vermont. Washburn wurde Mitglied der neugegründeten Republikanischen Partei. Im Jahr 1860 führte er die Fraktion der Delegierten aus Vermont auf der Republican National Convention, bei  der Abraham Lincoln zum Präsidentschaftskandidaten der Partei nominiert wurde. Außerdem wurde er Mitglied in der Miliz seines Staates. Dort stieg er bis zum Oberstleutnant und stellvertretenden Kommandeur der Einheit auf. Zu Beginn des Amerikanischen Bürgerkriegs nahm Washburn aktiv an den Kämpfen teil. Dann wurde er als Brigadegeneral zum Adjutant General von Vermont ernannt. In dieser Eigenschaft war er für die Rekrutierung und Ausbildung von Soldaten verantwortlich. Auch die Überstellung der Rekruten an die Kampfeinheiten gehörte zu seinen Aufgaben. Dieses Amt übte er während des ganzen Krieges aus. Nach dem Krieg wurde er Präsident der Woodstock-Railroad-Eisenbahngesellschaft und einer der Direktoren der Rutland-and-Woodstock-Eisenbahn. Außerdem war er Kurator der University of Vermont und der staatlichen Landwirtschaftsschule.

## Gouverneur von Vermont
Im Jahr 1869 wurde er zum neuen Gouverneur seines Staates gewählt. Er trat sein neues Amt am 15. Oktober 1869 an. Als Gouverneur setzte sich Washburn für die Nutzung der Bodenschätze des Staates ein. Überdies wurde ein Gesetz verabschiedet, das die Amtszeit der Gouverneure von einem auf zwei Jahre verlängerte. Washburn konnte davon aber nicht profitieren. Er starb bereits am 7. Februar 1870 nach nicht einmal vier Monaten Amtszeit. Washburn war damit der erste Gouverneur von Vermont, der im Amt verstarb. Sein Amt wurde von Vizegouverneur George Whitman Hendee übernommen. Peter Washburn war zweimal verheiratet und hatte insgesamt drei Kinder.